# Leonard Horowitz
Leonard George Horowitz DMD, MA, MPH (20 de juny de 1952) és un antic dentista, empresari de la indústria de la salut i autor de nombrosos llibres, fullets, DVD, CD i articles sobre temes de salut pública. Horowitz va rebre el títol de doctor en cirurgia dental a la Universitat de Tufts el 1977, passant a treballar al servei d'investigació psicològica del comportament a la Universitat de Rochester. Posteriorment va obtenir dos màsters: un a la Universitat Harvard i un sobre educació sanitària al Beacon College. També va fundar l'organització Tetrahedron LLC.

## Teoria de la conspiració
Horowitz reclama juntament amb altres (entre ells Boyd Graves), contràriament a la investigació establerta reconeguda per l'entorn d'investigació més ampli, que tant el virus del VIH com el virus de l' Ebola van ser desenvolupats per laboratoris d'armes biomèdiques dels EUA.

## Llibres editats
- Choosing Health for Yourself: A Clear and Practical Guide ..., 1981
- Overcoming Your Fear of the Dentist, 1987
- Freedom from Headaches, 1988
- Freedom from TMJ Syndrome, 1988
- Behavioral Science in Corporate Health, 1990
- AIDS, Fear and Infection Control: A Professional Development, Risk Management and Practice Building Manual, 1993
- Dentistry in the Age of AIDS: A Practice Building Manual, 1994
- Deadly Innocence: Solving the Greatest Murder Mystery in the History of American Medicine, 1994
- Emerging Viruses: Aids & Ebola - Nature, Accident or Intentional?, 1996
- Healing Codes for the Biological Apocalypse, (cu Joseph Puleo), 1999
- Healing Celebrations, 2000
- Death in the Air: Globalism, Terrorism & Toxic Warfare, 2001
- DNA: Pirates of the Sacred Spiral, 2004
- LOVE: the REAL da Vinci Code, 2007